# Giro del Trentino 2014
Il Giro del Trentino 2014, trentottesima edizione della corsa e valida come evento del circuito UCI Europe Tour 2014 categoria 2.HC, si svolse dal 22 al 25 aprile 2014 lungo un percorso di complessivi 538,2 km suddiviso in quattro tappe.
Fu vinto dall'australiano Cadel Evans della BMC che concluse la competizione con il tempo di 14 ore 14 minuti e 3 secondi alla media di 37,81 km/h.

## Tappe
| Tappa  | Data      | Percorso                                     | km    | Vincitore di tappa | Leader cl. generale |
| ------ | --------- | -------------------------------------------- | ----- | ------------------ | ------------------- |
| 1ª     | 22 aprile | Riva del Garda > Arco (cron. a squadre)      | 14,3  | BMC Racing Team    | Daniel Oss          |
| 2ª     | 23 aprile | Limone sul Garda > San Giacomo di Brentonico | 164,5 | Edoardo Zardini    | Cadel Evans         |
| 3ª     | 24 aprile | Mori > Roncone                               | 184,4 | Cadel Evans        | Cadel Evans         |
| 4ª     | 25 aprile | Val di Daone > Monte Bondone                 | 175   | Mikel Landa        | Cadel Evans         |
| Totale | Totale    | Totale                                       | 538,2 |                    |                     |

## Squadre partecipanti
| N.    | Cod. | Squadra                      |
| ----- | ---- | ---------------------------- |
| 1-8   | AST  | Astana Pro Team              |
| 11-18 | ALM  | AG2R La Mondiale             |
| 21-28 | MOV  | Movistar Team                |
| 31-38 | LAM  | Lampre-Merida                |
| 41-48 | CAN  | Cannondale                   |
| 51-58 | BMC  | BMC Racing Team              |
| 61-68 | SKY  | Team Sky                     |
| 71-78 | AND  | Androni Giocattoli-Venezuela |

| N.      | Cod. | Squadra                |
| ------- | ---- | ---------------------- |
| 81-88   | BAR  | Bardiani-CSF           |
| 91-98   | COL  | Colombia               |
| 101-108 | CJR  | Caja Rural-Seguros RGA |
| 111-118 | CCC  | CCC Polsat-Polkowice   |
| 121-128 | MTN  | MTN-Qhubeka            |
| 131-138 | NRI  | Neri Sottoli           |
| 141-148 | RVL  | RusVelo                |
| 151-158 | TNE  | Team NetApp-Endura     |

## Dettagli delle tappe

### 1ª tappa
- 22 aprile: Riva del Garda > Arco – Cronometro a squadre – 14,3 km

Risultati
| Pos. | Squadra            | Tempo  |
| ---- | ------------------ | ------ |
| 1    | BMC Racing Team    | 14'12" |
| 2    | Team NetApp-Endura | a 5"   |
| 3    | Team Sky           | a 9"   |

| Pos. | Corridore   | Squadra    | Tempo  |
| ---- | ----------- | ---------- | ------ |
| 1    | Daniel Oss  | BMC Racing | 14'12" |
| 2    | Cadel Evans | BMC Racing | s.t.   |
| 3    | Rick Zabel  | BMC Racing | s.t.   |

### 2ª tappa
- 23 aprile: Limone sul Garda > San Giacomo di Brentonico – 164,5 km

Risultati
| Pos. | Corridore          | Squadra       | Tempo    |
| ---- | ------------------ | ------------- | -------- |
| 1    | Edoardo Zardini    | Bardiani-CSF  | 4h25'39" |
| 2    | Przemysław Niemiec | Lampre-Merida | a 19"    |
| 3    | Fabio Duarte       | Colombia      | s.t.     |

| Pos. | Corridore          | Squadra       | Tempo    |
| ---- | ------------------ | ------------- | -------- |
| 1    | Cadel Evans        | BMC Racing    | 4h40'10" |
| 2    | Edoardo Zardini    | Bardiani-CSF  | a 9"     |
| 3    | Przemysław Niemiec | Lampre-Merida | a 17"    |

### 3ª tappa
- 24 aprile: Mori > Roncone – 184,4 km

Risultati
| Pos. | Corridore          | Squadra      | Tempo    |
| ---- | ------------------ | ------------ | -------- |
| 1    | Cadel Evans        | BMC Racing   | 4h43'43" |
| 2    | Domenico Pozzovivo | AG2R La Mon. | a 3"     |
| 3    | Mikel Landa        | Astana       | a 9"     |

| Pos. | Corridore          | Squadra       | Tempo    |
| ---- | ------------------ | ------------- | -------- |
| 1    | Cadel Evans        | BMC Racing    | 9h23'43" |
| 2    | Domenico Pozzovivo | AG2R La Mon.  | a 45"    |
| 3    | Tiago Machado      | NetApp-Endura | a 59"    |

### 4ª tappa
- 25 aprile: Val di Daone > Monte Bondone – 175 km

Risultati
| Pos. | Corridore         | Squadra     | Tempo    |
| ---- | ----------------- | ----------- | -------- |
| 1    | Mikel Landa       | Astana      | 4h49'39" |
| 2    | Louis Meintjes    | MTN-Qhubeka | a 10"    |
| 3    | Franco Pellizotti | Androni     | a 35"    |

| Pos. | Corridore          | Squadra       | Tempo     |
| ---- | ------------------ | ------------- | --------- |
| 1    | Cadel Evans        | BMC Racing    | 14h14'04" |
| 2    | Domenico Pozzovivo | AG2R La Mon.  | a 50"     |
| 3    | Przemysław Niemiec | Lampre-Merida | a 1'01"   |

## Classifiche finali

### Classifica generale - Maglia fucsia
| Pos. | Corridore          | Squadra       | Tempo     |
| ---- | ------------------ | ------------- | --------- |
| 1    | Cadel Evans        | BMC Racing    | 14h14'03" |
| 2    | Domenico Pozzovivo | AG2R La Mon.  | a 50"     |
| 3    | Przemysław Niemiec | Lampre-Merida | a 1'01"   |
| 4    | Fabio Duarte       | Colombia      | s.t.      |
| 5    | Louis Meintjes     | MTN-Qhubeka   | a 1'06"   |
| 6    | Tiago Machado      | NetApp-Endura | a 1'07"   |
| 7    | Fabio Aru          | Astana        | a 1'09"   |
| 8    | Michele Scarponi   | Astana        | a 1'11"   |
| 9    | Franco Pellizotti  | Androni       | a 1'26"   |
| 10   | Mikel Landa        | Astana        | a 1'32"   |

### Classifica scalatori - Maglia verde
| Pos. | Corridore         | Squadra      | Punti |
| ---- | ----------------- | ------------ | ----- |
| 1    | Jonathan Monsalve | Neri Sottoli | 24    |
| 2    | Diego Rosa        | Androni      | 18    |
| 3    | Mikel Landa       | Astana       | 14    |
| 4    | Adrian Honkisz    | CCC Polsat   | 10    |
| 5    | Giorgio Cecchinel | Neri Sottoli | 10    |

### Classifica a punti
| Pos. | Corridore       | Squadra       | Punti |
| ---- | --------------- | ------------- | ----- |
| 1    | Fabio Duarte    | Colombia      | 12    |
| 2    | Adriano Malori  | Movistar Team | 10    |
| 3    | Sergio Pardilla | MTN-Qhubeka   | 4     |
| 4    | Adrian Honkisz  | CCC Polsat    |       |
| 5    | Andrey Zeits    | Astana        |       |

### Classifica giovani - Maglia bianca
| Pos. | Corridore           | Squadra      | Tempo     |
| ---- | ------------------- | ------------ | --------- |
| 1    | Louis Meintjes      | MTN-Qhubeka  | 14h15'09" |
| 2    | Fabio Aru           | Astana       | a 3"      |
| 3    | George Bennett      | Cannondale   | a 2'47"   |
| 4    | Francesco Bongiorno | Bardiani-CSF | a 3'11"   |
| 5    | Yonder Godoy        | Androni      | a 9'49"   |

### Classifica a squadre
| Pos. | Squadra                      | Tempo    |
| ---- | ---------------------------- | -------- |
| 1    | Astana Pro Team              | 42h16'00 |
| 2    | Androni Giocattoli-Venezuela | a 17'35" |
| 3    | AG2R La Mondiale             | a 19'13" |
| 4    | MTN-Qhubeka                  | a 20'48" |
| 5    | Team NetApp-Endura           | a 21'07" |